# Флунитразепам
Флунитразепамът (по IUPAC: 5-(2-флуорофенил)-1-метил-7-нитро-1,3-дихидро-2H-1,4-бензодиазепин-2-он) е химично съединение със сънотворно фармакологично действие.
Създадено е от швейцарската фармацевтична фирма „Рош“.

## Механизъм
Стимулира бензодиазепиновите рецептори и повишава чувствителността на GABA рецепторите към медиатора (GABA), като усилва инхибиторния ѝ ефект в централната нервна система. Води до бърза седация, която трае между 6 и 8 часа. Причинява амнезия.
Прониква в гръбначно-мозъчната течност и в кърмата, бавно преминава през плацентарната бариера. Метаболизира се в черния дроб. Изхвърля се с урината и изпражненията, главно под формата на метаболити.

## Приложение
Приема се перорално за лечение на тежко безсъние.
Широко използвано е с криминални цели за упояване, в това число и при сексуални посегателства.

## Странични ефекти
При употребяващите лекарството може да се наблюдава умора по време на деня, объркване, замаяност, главоболие, слабост, загуба на паметта, тревожност и агресивност, гадене, ниско кръвно налягане, ниско либидо, обриви и други странични ефекти.
Смесването му с алкохол, както и предозирането са смъртоносни.